# HD 115447
HD 115447 — одиночная звезда в созвездии Девы на расстоянии приблизительно 530 световых лет (около 162 парсек) от Солнца. Визуальная звёздная величина звезды — +9,11m. Возраст звезды определён как около 1,95 млрд лет.
Вокруг звезды обращается, как минимум, одна планета.

## Характеристики
HD 115447 — жёлто-белая звезда спектрального класса F2, или F3V. Масса — около 1,4 солнечной, радиус — около 1,71 солнечного, светимость — около 5,76 солнечной. Эффективная температура — около 6649 K.

## Планетная система
В 2022 году группой астрономов было объявлено об открытии планеты TOI-778 b.